# Suck It and See
Suck It and See is het vierde studioalbum van de Engelse indieband Arctic Monkeys. Het album verscheen op 6 juni 2011. Dit album wordt door de band gezien als minder belegen en melodieuzer dan zijn voorganger.

## Nummers
1. She's Thunderstorms
2. Black Treacle
3. Brick by Brick
4. The Hellcat Spangled Shalalala
5. Don't Sit Down 'Cause I've Moved Your Chair
6. Library Pictures
7. All My Own Stunts
8. Reckless Serenade
9. Piledriver Waltz
10. Love Is a Laserquest
11. Suck It and See
12. That's Where You're Wrong

## Hitnotering
| "Suck It and See" in de Nederlandse Album Top 100 - binnen: 6-06-2011 | "Suck It and See" in de Nederlandse Album Top 100 - binnen: 6-06-2011 | "Suck It and See" in de Nederlandse Album Top 100 - binnen: 6-06-2011 | "Suck It and See" in de Nederlandse Album Top 100 - binnen: 6-06-2011 | "Suck It and See" in de Nederlandse Album Top 100 - binnen: 6-06-2011 | "Suck It and See" in de Nederlandse Album Top 100 - binnen: 6-06-2011 | "Suck It and See" in de Nederlandse Album Top 100 - binnen: 6-06-2011 | "Suck It and See" in de Nederlandse Album Top 100 - binnen: 6-06-2011 | "Suck It and See" in de Nederlandse Album Top 100 - binnen: 6-06-2011 | "Suck It and See" in de Nederlandse Album Top 100 - binnen: 6-06-2011 | "Suck It and See" in de Nederlandse Album Top 100 - binnen: 6-06-2011 | "Suck It and See" in de Nederlandse Album Top 100 - binnen: 6-06-2011 | "Suck It and See" in de Nederlandse Album Top 100 - binnen: 6-06-2011 | "Suck It and See" in de Nederlandse Album Top 100 - binnen: 6-06-2011 | "Suck It and See" in de Nederlandse Album Top 100 - binnen: 6-06-2011 |
| Week                                                                  | 01                                                                    | 02                                                                    | 03                                                                    | 04                                                                    | 05                                                                    | 06                                                                    | 07                                                                    | 08                                                                    | 09                                                                    | 10                                                                    | 11                                                                    | 12                                                                    | 13                                                                    | 14                                                                    |
| --------------------------------------------------------------------- | --------------------------------------------------------------------- | --------------------------------------------------------------------- | --------------------------------------------------------------------- | --------------------------------------------------------------------- | --------------------------------------------------------------------- | --------------------------------------------------------------------- | --------------------------------------------------------------------- | --------------------------------------------------------------------- | --------------------------------------------------------------------- | --------------------------------------------------------------------- | --------------------------------------------------------------------- | --------------------------------------------------------------------- | --------------------------------------------------------------------- | --------------------------------------------------------------------- |
| Nummer                                                                | 6                                                                     | 16                                                                    | 21                                                                    | 18                                                                    | 18                                                                    | 36                                                                    | 42                                                                    | 46                                                                    | 61                                                                    | 50                                                                    | 49                                                                    | 58                                                                    | 86                                                                    | uit                                                                   |